# Pseudexentera
Pseudexentera is een geslacht van vlinders van de familie bladrollers (Tortricidae), uit de onderfamilie Olethreutinae.

## Soorten
- P. costomaculana (Clemens, 1860)
- P. cressoniana (Clemens, 1864)
- P. faracana (Kearfott, 1907)
- P. habrosana (Heinrich, 1923)
- P. haracana (Kearfott, 1907)
- P. hodsoni Miller, 1986
- P. improbana (Walker, 1863)
- P. kalmiana McDunnough, 1959
- P. knudsoni Miller, 1986
- P. mali Freeman, 1942
- P. maracana (Kearfott, 1907)
- P. oregonana (Walsingham, 1879)
- P. oreios Miller, 1986
- P. senatrix (Heinrich, 1924)
- P. sepia Miller, 1986
- P. spoliana (Clemens, 1864)
- P. vaccinii Miller, 1986
- P. virginana (Clemens, 1864)